# Olympische Jugend-Sommerspiele 2018/Teilnehmer (Guinea)
| Gelbes Symbol für Goldmedaillen mit stilisierten Olympischen Ringen | Graues Symbol für Silbermedaillen mit stilisierten Olympischen Ringen | Braundes Symbol für Bronzemedaillen mit stilisierten Olympischen Ringen |
| ------------------------------------------------------------------- | --------------------------------------------------------------------- | ----------------------------------------------------------------------- |
| —                                                                   | —                                                                     | —                                                                       |

Die Jugend-Olympiamannschaft aus Guinea für die III. Olympischen Jugend-Sommerspiele vom 6. bis 18. Oktober 2018 in Buenos Aires (Argentinien) bestand aus drei Athleten.

## Athleten nach Sportarten

### Judo
Mädchen
- Tiguidanke Camara
Klasse bis 78 kg: 9. Platz
Mixed: 5. Platz (im Team Atlanta)

### Leichtathletik
Mädchen
- Aissata Denn Conte
400 m: DNF

### Schwimmen
Jungen
- Amadou Barry
50 m Freistil: 53. Platz